# Sabiha Gökçen
Sabiha Gökçen, född 22 mars 1913 i Bursa i nuvarande Turkiet, död 22 mars 2001 i Ankara, var en turkisk flygpionjär och den första kvinnliga stridspiloten i världen. Hon var adoptivdotter till Mustafa Kemal Atatürk. 
Efter att hon genomfört sin utbildning vid Üsküdars flickskola i Istanbul fick hon följa med sin adoptivfar till invigningen av Turkiets första civila flygskola Türkkusu. Där blev hon antagen som flygskolans första kvinnliga elev, och fick först en utbildning på ett glidflygplan. Hon fick följa med skolans sju manliga elever till Sovjetunionen för en mer avancerad segelflygutbildning. Inom ett år återvände hon till Turkiet med ett instruktörbevis i fickan. 1936 antogs hon till militärflygutbildning i Eskisehir och hon fick sina flygarvingar 1937. Under flygutbildningen flög hon uteslutande fransktillverkade Breguet XIX och amerikanska biflygplanet Curtiss Hawk. Hon placerades därefter vid 1:a flygregementet där hon deltog i manöverna vid Thrakien och vid landets gräns mot Egeiska havet, senare under 1937 flög hon sitt första riktiga stridsuppdrag under Dersimkonflikten.  
Under 1938 inbjöds hon till ett flertal länder, den 5 juni startade hon med en Vultee-V en resa från Istanbul till Aten och Thessalonika i Grekland, och vidare till Sofia i Bulgarien. Vid nästa anhalt, i Belgrad, tilldelades hon Jugoslaviens högsta flygutmärkelse, Vita örnen, av Jugoslaviens flygvapenchef. Hennes sista stopp före hemflygningen blev Bukarest i Rumänien. Hon utnämndes till chefsinstruktör vid Türkkusu flygskola tre år efter att hon själv avlagt examen vid skolan. Under 1950-talet genomförde hon två resor till USA och 1990 inbjöds hon till Indien.
När hon avslutade sin flygarkarriär i turkiska flygvapnet 1964, hade hon flugit 22 olika flygplanstyper i över 8 000 timmar varav 32 timmar som aktiv stridspilot. Fédération Aéronautique Internationale (FAI) tilldelade henne Paul Tissandier Diplomet 1954 och FAI:s guldmedalj 1991, för enastående arbete inom flyget. Hon var medlem i ett flertal internationella organisationer, och finns avbildad i form av staty vid Türkkusu och Turkiska flygvapnets högkvarter. När hennes död tillkännagavs flaggade man på halv stång vid Sabiha Gökçen International Airport. Under 2002 skapade FAI Sabiha Gökcen-medaljen som tilldelas kvinnliga piloter utfört en bedrift inom flyget.